# 新湖里
新湖里是中華民國金門縣金湖鎮的一個里，東與料羅里相連，西與正義里接壤，南濱料羅灣，北與山外里和新市里相鄰，2012年人口6754人，轄新頭、林兜、湖前、漁村、塔後與後園6個聚落，以規模較大的新頭、湖前各取一字命名。